# Mance (Meurthe-et-Moselle)
Mance ist eine Ortschaft und eine Commune déléguée in der französischen Gemeinde Val de Briey mit 594 Einwohnern (Stand 1. Januar 2022) im Département Meurthe-et-Moselle in der Region Grand Est (bis 2015 Lothringen). Die Einwohner von Mance werden Mancieullois genannt.
Die Gemeinde Mance wurde am 1. Januar 2017 mit Mancieulles und Briey zur neuen Gemeinde Val de Briey zusammengeschlossen. Die Gemeinde war Teil des Arrondissements Briey sowie des Kantons Briey und Mitgliedsgemeinde im Gemeindeverband Pays de Briey.

## Lage
Mance liegt etwa 18 Kilometer westsüdwestlich von Thionville am Woigot. 

## Bevölkerungsentwicklung
| Jahr                       | 1962 | 1968 | 1975 | 1982 | 1990 | 1999 | 2006 | 2013 |
| Einwohner                  | 417  | 431  | 401  | 625  | 624  | 583  | 614  | 588  |
| Quellen: Cassini und INSEE |      |      |      |      |      |      |      |      |

## Sehenswürdigkeiten

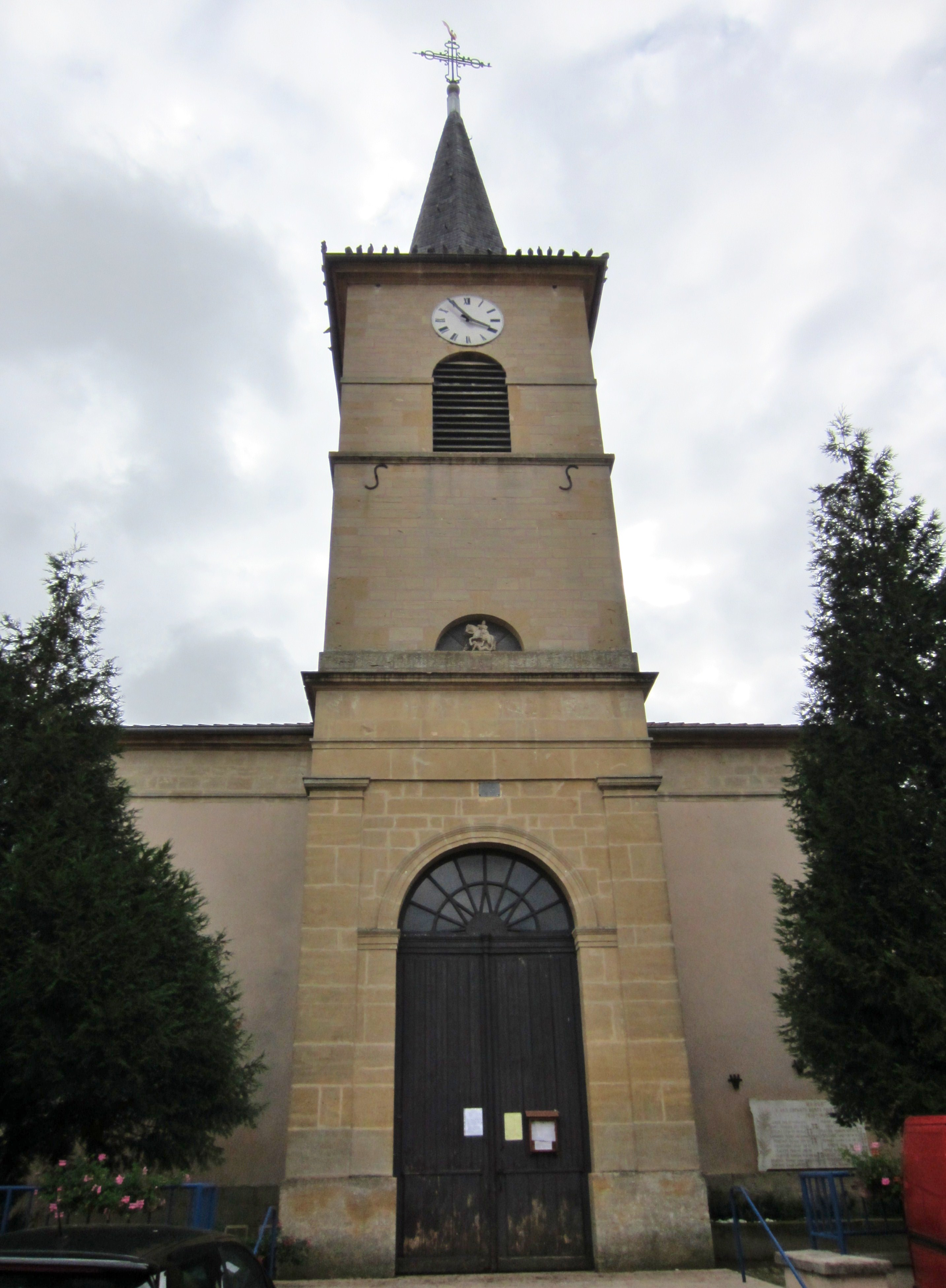
Kirche Saint-Martin

- Kirche Saint-Martin, erbaut 1842
- Pfarrhaus